# Rocket Queen
Rocket Queen er det tolvte og sidste nummer på det amerikanske Hard Rock band Guns N' Roses' debutalbum Appetite for Destruction.
I et interview med magasinet Hit Parader i Marts 1988 sagde Axl Rose: "Jeg skrev denne sang til denne pige, som ville starte et band, der skulle hedde "Rocket Queen". Hun holdt mig på en måde i live i et stykke tid. Den sidste del af sangen er mit budskab til denne person, eller hvem som helst, der kan få noget ud af den. Det er som om der er håb og en venskabelig note i slutningen af sangen. I sangen var der også noget, jeg prøvede at få til at virke med flere forskellige personer – en optaget sexscene. Det var lidt spontant, men oplagt, noget jeg havde ønsket skulle være i dette album." I hæftet til Appetite for Destruction står der en tak til en person ved navn: "Barbi (Rocket Queen) Von Greif", hvilket betyder, at hun var den pige Rose nævner i citatet. 
Slash har udtalt, at selvom Von Greif kun var atten på det tidspunkt, hun havde en notorisk ry og var "dronningen af undergrundsscenen" dengang. Senere blev hun gift, men på denne tid var hun tit "sammen" med Axl. 
Det blev senere erklæret i musik-magasinet "Classic Rock" og i "Rolling Stone", at den person, der udførte sex lydene på sangen faktisk var Adriana Smith, en on-off kæreste med trommeslageren Steven Adler, som angiveligt også havde en intim affære med forsangeren Axl Rose. Dette er også blevet bekræftet i Slash' selvbiografi. Det blev også erklæret i selvbiografien, at scenen blev optaget på rigtig vis, hvilket vil sige, at den blev optaget mens Axl og Adriana havde sex i studiet.
Slash erklærede også i sin selvbiografi, at han og Duff McKagan skrev det centrale riff i Rocket Queen sammen, før nogen af dem var begyndt i Hollywood Rose eller LA Guns. McKagan har udtalt, at sangen var blevet påvirket af gooves fra funk-gruppen "Cameo".